# Aida Pierce
Aída María Zerecero Pierce, conocida como Aída Pierce (n. 15 de agosto de 1956 en Acapulco, Guerrero, México) es una actriz y comediante mexicana, que ha actuado principalmente en telenovelas y comedias de Televisa.

## Biografía
Sus series salieron al aire en otros países en cadenas como Univision. A los 17 años, Pierce salió de Acapulco para la Ciudad de México. Estudió actuación en el Instituto Andrés Soler y también estudió para ser secretaria. También asistió a la Academia de Emma Pulido, donde estudió jazz, Inglés y Francés. Comenzó su carrera en el teatro, apareciendo en las producciones mexicanas de Godspell, Peter Pan, Jesucristo Superstar y Mame, entre otras obras. Su experiencia en el escenario condujo a un contrato con Televisa. En septiembre de 1996, se convirtió en la primera actriz cómica que casi posó desnuda en la edición mexicana de Playboy, pero nunca llegó a un acuerdo. 
Pierce sigue llevando a cabo sus rutinas de comedia en vivo en el escenario en todo México, por lo general ella escribe su propio material. También ha cantado en muchas de sus apariciones escénicas. Ella ha aparecido como una personalidad de la radio. Grabó varias canciones, incluyendo su hit de 1983 "Sonríe, sintonízate con alegria", que se estrenó en el Festival mexicano de la OTI de ese año; "Nos vamos a Pertenece" que es una de las dos canciones publicadas en su sitio web y "Príncipe" que se realiza al final de la mayoría de sus apariciones personales y se ha convertido en la canción de la firma.
Fue incluida en el libro de 2007 "Televisa Presenta", que se publicó con motivo del 50 aniversario. Ella, más recientemente escribió una obra de teatro de comedia: Sexshop.
Al igual que con la mayoría de las actrices de envejecimiento bajo el contrato de Televisa en los últimos años (Susana Dosamantes y Angélica María, son algunos de los ejemplos recientes), Pierce llegó a la decisión de poner fin a su relación de 31 años con la cadena en 2012, lo que le permite acabar su carrera en televisión con el rival de las cadenas de televisión en México o en los Estados Unidos. En abril de 2012, ella firmó para ser una actriz de TV Azteca en el programa Buenos Noches América y hay una posibilidad de que ella pueda aparecer en cualquier cadena de televisión en español, incluyendo Estrella TV, Telemundo y Univisión, en Estados Unidos.
Por su trabajo en televisión, Pierce fue incluida en el Paseo de las Luminarias (equivalente en México del Hollywood Walk of Fame) en la Ciudad de México, Plaza de las Estrellas en 2007.
Mide 1.57 m.

## Filmografía

### Telenovelas
- Esta historia me suena (2022)[1]
- Sueño de amor (2016).... Monserrat
- Amor sin maquillaje (2007).... Aída
- Duelo de pasiones  (2006).... Rebeca Castelo
- Alegrijes y rebujos (2003-2004).... Madame Meshú
- Cómplices al rescate (2002).... Doña Biba Solasi
- Carita de ángel (2000-2001).... Hermana Samotracia
- Serafín (1999).... Bárbara

### Series
- Laura (2011).... Ella Misma (Invitada)
- Desmadruga2 (2011).... Varios Personajes (Invitada Especial, 4.º aniversario)
- Al sabor del chef (2008).... Ella Misma (Invitada)
- Fábrica de risas (2007).... Comediante
- Muévete (2007).... Varios Personajes
- Incógnito (2006).... Broma a Facundo
- Estudio 2 (2005).... Varios Personajes
- Mujer, casos de la vida real (2002-2006).... Varios Personajes
- Humor es... Los Comediantes (1999-2001).... Varios Personajes (Conductora)
- Y sin embargo... se mueve (1994).... Varios Personajes
- Hospital de la risa (1986-1988).... Remedios (Protagonista)
- Cosas de casados (1986).... Aída (Protagonista)
- Salón de Belleza (1985).... Varios Personajes
- La carabina de Ambrosio (1981-1983).... Varios Personajes
- La Matraca (1981).... Varios Personajes (Protagonista)
- Alegrías de mediodía (1981).... Doña Tecla

### Películas
- Se equivocó la cigüeña (1993).... Enfermera de al final
- Dos fantasmas sin vergüenzas (1993).... Varios Personajes
- Cándido Pérez, especialista en señoras (1991).... Laura
- El rey de los taxistas (1989).... Varios Personajes
- Los rockeros del barrio (1985).... Varios Personajes
- ¡Ah! Qué Viejas Canciones Tan Calientes (1985).... Varios Personajes

### Agrupación de Críticos y Periodistas de Teatro (ACPT)
| Año  | Categoría   | Homenaje            | Resultado |
| ---- | ----------- | ------------------- | --------- |
| 2014 | Trayectoria | Dama de la Victoria | Ganadora  |